# Вакајама
Вакајама (јап. 和歌山市) град је у Јапану у префектури Вакајама. Према попису становништва из 2005. у граду је живело 375.718 становника.

## Становништво
Према подацима са пописа, у граду је 2005. године живело 375.718 становника.
| 1995.   | 2000.   | 2005.   |
| ------- | ------- | ------- |
| 393.885 | 386.551 | 375.718 |